# Modern Architectural Research Group
El Modern Architectural Research Group (MARS) fue una asociación arquitectónica fundada en Londres (Reino Unido) en 1933 como sección inglesa del Congreso Internacional de Arquitectura Moderna (CIAM). Como este último, tenía por objetivo estimular la interrelación entre arquitectos y urbanistas de todo el mundo con el fin de intercambiar ideas y comparar los estilos y técnicas empleados en distintos lugares del mundo, así como fomentar la arquitectura moderna, especialmente el racionalismo —también llamado Estilo internacional o Movimiento moderno—.

## Historia
El CIAM fue fundado en La Sarraz (Suiza) en 1928. Entre sus fundadores se encontraba el famoso arquitecto suizo Le Corbusier, considerado uno de los padres del racionalismo, y el historiador Siegfried Giedion fue su primer secretario hasta 1956.
El promotor de la creación del MARS fue Siegfried Giedion, quien no estaba convencido de la valía de la primera delegación británica que se presentó a los congresos del CIAM en 1929 y 1930. Con su iniciativa, en febrero de 1933 se constituyó en Londres el MARS, con la presidencia de Wells Coates, la vicepresidencia de Maxwell Fry y la secretaría general de Francis Yorke. Coates fue el representante inglés en el IV Congreso del CIAM celebrado en 1933 en Atenas y, posteriormente, fue presidente de la comisión de Industrialización de la construcción del CIAM.
Entre las iniciativas creadas por los miembros del MARS destacan: el estand del grupo en la Exposición de Arquitectura de Olimpia celebrada en Londres en 1934, en el que se analizaron las condiciones de vivienda en el distrito de Bethnal Green de Londres; la exposición New Architecture celebrada en las galerías New Burlington de Londres en 1938; y el Plan para Londres elaborado por la comisión de urbanismo del MARS entre 1938 y 1942, opuesto al elaborado por la Royal Academy of Arts llamado London Replanned.
El grupo se disolvió en 1957, el año en que se disolvieron todos los grupos nacionales del CIAM, que dejó de existir en 1959 con el XI Congreso celebrado en Otterlo (Países Bajos).